# Produktfotografie

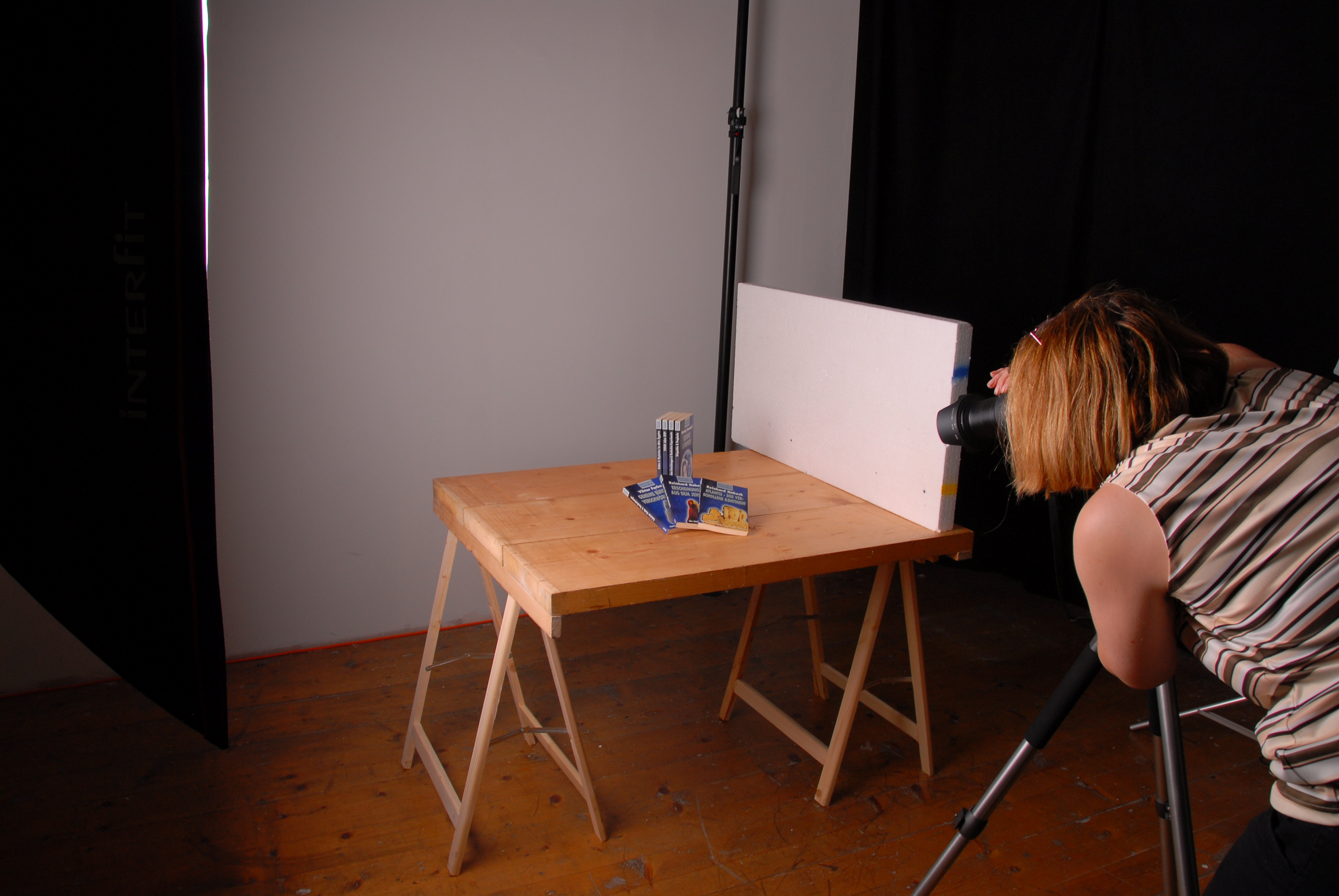
Standardausleuchtung eines Produkts mit Softbox (links) parallel zur Fotografierachse für gleichmäßige Ausleuchtung in die Tiefe. Gegenüber, parallel ein Reflektor zur Vermeidung von Schatten

Die Produktfotografie (auch als Objekt- oder Gegenstandsfotografie bezeichnet) ist ein wichtiger Teilbereich der Werbefotografie, allerdings ist sie durch Sachlichkeit und Realitätsnähe gekennzeichnet.

## Ziel
Ziel der Produktfotografie ist eine positive und attraktive fotografische Präsentation von Waren und Gütern aller Art. Ein Großteil der Produktfotografie wird heute für die Präsentation in Internetshops verwendet. Traditionell wurden die Aufnahmen für Produktkataloge, Prospekte, Plakate, Anzeigen in Zeitschriften und Zeitungen, Akzidenzbeilagen, Postwurfsendungen und Flyern produziert. Jedoch ist der Übergang zum Produktvideo für Fernsehspots und Internetpräsentationen mittlerweile fließend.

## Techniken

### Vorbereitung
Von der Ausleuchtung über die Perspektive bis hin zur möglichst vorteilhaften Farbgebung unter anderem durch Wahl des passenden Filmmaterials (mit warmem oder kaltem Grundton beziehungsweise in der Digitalfotografie der korrekten Farbbalance und des Weißabgleichs) müssen zahlreiche Aspekte berücksichtigt werden, um ein möglichst überzeugendes Bildergebnis zu erzielen. Insbesondere steht der spätere Verwendungszweck im Vordergrund: Eine Aufnahme für ein Hochglanzmagazin muss beispielsweise andere Anforderungen erfüllen als eine fürs Fernsehen. Produktabbildungen zur Verwendung im Internet folgen wiederum gänzlich eigenen Regeln.

### Gestaltung
Da zahlreiche Produkte wie etwa Kühlschränke, Glühlampen oder auch Maschinenteile für sich genommen kaum einen Aufmerksamkeitswert besitzen, beziehungsweise wenig attraktiv sind, wird bei deren fotografischer Darstellung häufig auf eine interessante Lichtführung unter Umständen mit grafisch wirkenden Schattenwürfen, eine überraschende Perspektive und gegebenenfalls aufmerksamkeitssteigerndes Beiwerk wie Dekorationen gesetzt.
Dabei spielt auch die jeweilige Zielgruppe eine entscheidende Rolle: Bei Aufnahmen für eine vorwiegend von „Insidern“ gelesene Fachzeitschrift oder einen Messekatalog (oder auch ein Lexikon wie die Wikipedia) hat in der Regel nicht die suggestive und persuasive Wirkung der Bilder im Vordergrund zu stehen, sondern deren sachlicher Informationsgehalt. Der Übergang von der dokumentierenden Sachaufnahme zur Produktfotografie (und von dieser zum künstlerischen Stillleben bzw. zur Werbefotografie) ist jedoch fließend, wie weiter oben bereits angedeutet.

### Fotomontage
Produktfotos, insbesondere jene mit werblichem Charakter, werden, zum Beispiel mittels der Fotomontage, oftmals auch nachträglich mit diversen Szenen, Umgebungen und Lokalkolorits assoziiert, die als Bildinhalt vielfach sogar in den Vordergrund treten können, um dem Produkt selbst ein bestimmtes Image zu verleihen: Der Cowboy vor dem Sonnenuntergang in der Prärie (bekannt aus der Zigarettenwerbung) oder ein fast schon unwirklich sonniger Sandstrand mit antiker Marmorstatue in Zeitschriftenanzeigen für einen griechischen Branntwein sind Beispiele hierfür.

### Täuschung
Bisweilen werden potentielle Konsumenten sogar hinsichtlich des Produkts selbst vorsätzlich getäuscht. Wie etwa vielfach in der Lebensmittelfotografie: Da zahlreiche Speisen nach ihrer Zubereitung gar nicht lange genug haltbar beziehungsweise angenehm anzuschauen wären, bis die Aufnahmen gemacht wären, treten Modelle und Attrappen unter anderem aus Kunststoffschäumen und Schaumpolystyrol an ihre Stelle, die mit teilweise hohem Aufwand von Experten (Food-Stylisten) angefertigt werden. Das ist auch der Grund, weshalb es Amateuren mit ihren Mitteln kaum gelingt, derart gelungene und „appetitanregende“ Fotos – wie zum Beispiel in Kochbüchern zu sehen – anzufertigen.

### Methoden
Eine herausragende Rolle spielt bei der Anfertigung von Produktfotos die Tabletop-Fotografie. Wichtig ist hierbei auch die Technik des Freistellens.

## Bildbearbeitung
Die digitale Bildbearbeitung ist heute fester Bestandteil der Arbeit jedes professionellen Produktfotografen im Rahmen der Postproduktion. Sie hat in den letzten beiden Jahrzehnten umfassenden Eingang in die Produktfotografie gefunden. Dies führte zu einem enormen Aufschwung, der sich nicht zuletzt der großen Zahl von Dienstleistern widerspiegelt, die sich in diesem Bereich anbieten.
Die modernen Mittel der Bildbearbeitung erlauben es dem Fotografen, seine Bilder zu perfektionieren. So können nach den Kameraaufnahmen z. B. Unreinheiten, Kratzer oder andere Störeinflüsse auf dem Produkt beseitigt werden. Mit der entsprechenden Software erhält der Produktfotograf zudem vollständige Kontrolle über alle relevanten Parameter, die die Wirkung des finalen Bildes beeinflussen. Diese sind beispielsweise Schärfe, Kontrast, Helligkeit und Sättigung. Wichtig sind hierbei auch die Technik des Freistellens und die Verwendung von Masken, welche die partielle Bearbeitung von Bildern ermöglichen.

## Bekannte Fotografen
Maßstäbe in der Sach- und Produktfotografie setzte unter anderem der deutsche Fotograf Albert Renger-Patzsch, der unter anderem für Pelikan und die Jenaer Glaswerke arbeitete.
Zu den Ikonen der modernen Produktfotografie zählt Peter Belanger. Der amerikanische Werbefotograf inszeniert Produkte auf allerhöchstem Niveau. Zu seinen Kunden zählen unter anderen Apple, Nike, Sony und Adobe.